# Chaillé-sous-les-Ormeaux
Chaillé-sous-les-Ormeaux és un municipi francès situat al departament de Vendée i a la regió de País del Loira. L'any 2007 tenia 1.167 habitants.

## Demografia

### Població
El 2007 la població de fet de Chaillé-sous-les-Ormeaux era de 1.167 persones. Hi havia 458 famílies de les quals 98 eren unipersonals (64 homes vivint sols i 34 dones vivint soles), 176 parelles sense fills, 165 parelles amb fills i 19 famílies monoparentals amb fills.
La població ha evolucionat segons el següent gràfic:
Habitants censats

### Habitatges
El 2007 hi havia 570 habitatges, 471 eren l'habitatge principal de la família, 66 eren segones residències i 34 estaven desocupats. 569 eren cases i 1 era un apartament. Dels 471 habitatges principals, 409 estaven ocupats pels seus propietaris, 53 estaven llogats i ocupats pels llogaters i 8 estaven cedits a títol gratuït; 2 tenien una cambra, 16 en tenien dues, 80 en tenien tres, 172 en tenien quatre i 202 en tenien cinc o més. 395 habitatges disposaven pel capbaix d'una plaça de pàrquing. A 198 habitatges hi havia un automòbil i a 251 n'hi havia dos o més.

### Piràmide de població
La piràmide de població per edats i sexe el 2009 era:
| Homes | Edats   | Dones |
| ----- | ------- | ----- |
| 0     | 95 o +  | 4     |
| 1     | 90 a 94 | 8     |
| 0     | 85 a 89 | 6     |
| 5     | 80 a 84 | 9     |
| 22    | 75 a 79 | 11    |
| 20    | 70 a 74 | 25    |
| 31    | 65 a 69 | 21    |
| 26    | 60 a 64 | 29    |
| 18    | 55 a 59 | 23    |
| 38    | 50 a 54 | 31    |
| 58    | 45 a 49 | 54    |
| 57    | 40 a 44 | 45    |
| 37    | 35 a 39 | 41    |
| 24    | 30 a 34 | 27    |
| 29    | 25 a 29 | 25    |
| 33    | 20 a 24 | 40    |
| 63    | 15 a 19 | 31    |
| 54    | 10 a 14 | 32    |
| 13    | 5 a 9   | 32    |
| 16    | 0 a 4   | 26    |

## Economia
El 2007 la població en edat de treballar era de 765 persones, 584 eren actives i 181 eren inactives. De les 584 persones actives 547 estaven ocupades (292 homes i 255 dones) i 37 estaven aturades (20 homes i 17 dones). De les 181 persones inactives 88 estaven jubilades, 47 estaven estudiant i 46 estaven classificades com a «altres inactius».

### Ingressos
El 2009 a Chaillé-sous-les-Ormeaux hi havia 512 unitats fiscals que integraven 1.287,5 persones, la mediana anual d'ingressos fiscals per persona era de 17.504 €.

### Activitats econòmiques
Dels 35 establiments que hi havia el 2007, 1 era d'una empresa alimentària, 2 d'empreses de fabricació d'altres productes industrials, 9 d'empreses de construcció, 4 d'empreses de comerç i reparació d'automòbils, 3 d'empreses d'hostatgeria i restauració, 1 d'una empresa d'informació i comunicació, 1 d'una empresa financera, 2 d'empreses immobiliàries, 5 d'empreses de serveis, 2 d'entitats de l'administració pública i 5 d'empreses classificades com a «altres activitats de serveis».
Dels 11 establiments de servei als particulars que hi havia el 2009, 1 era una funerària, 1 taller de reparació d'automòbils i de material agrícola, 2 paletes, 3 guixaires pintors, 1 fusteria, 2 lampisteries i 1 perruqueria.
Dels 2 establiments comercials que hi havia el 2009, 1 era una botiga de més de 120 m² i 1 una fleca.
L'any 2000 a Chaillé-sous-les-Ormeaux hi havia 31 explotacions agrícoles que ocupaven un total de 1.032 hectàrees.

## Equipaments sanitaris i escolars
El 2009 hi havia 2 escoles elementals.

## Poblacions més properes
El següent diagrama mostra les poblacions més properes.